# Gare de Montreuil-Bellay
Gare de Montreuil-Bellay vasútállomás Franciaországban, Montreuil-Bellay településen.

## Vasútvonalak
Az állomást az alábbi vasútvonalak érintik:
- Chartres–Bordeaux-vasútvonal

## Kapcsolódó állomások
A vasútállomáshoz az alábbi állomások vannak a legközelebb:
- Gare de Thouars
- Gare de Saumur